# Fallout 4
Fallout 4 är ett postapokalyptiskt action-rollspel utvecklat av Bethesda Game Studios, och är det femte spelet i Fallout-serien. Spelet bekräftades officiellt den 3 juni 2015 med en officiell trailer publicerad av Bethesda Softworks.  Spelet släpptes den 10 november 2015 på Microsoft Windows, Playstation 4 och Xbox One.

## Spelupplägg
Spelupplägget liknar till stor del de två tidigare spelen i Fallout-serien (Fallout 3 och Fallout: New Vegas). Efter prologen får spelaren ströva fritt omkring i ödemarken. Spelet kan spelas i både i första och tredje person. Många kännetecken från de tidigare spelen är tillbaka, däribland:
- Det dynamiska dialogsystemet, där spelaren ges alternativ till hur de vill fortsätta en konversation.
- Pip-Boy, en armbandsdator som ger spelaren tillgång till en meny med statistik, karta, data och spelarens tillgångar.
- V.A.T.S, ett stridssystem som pausar striden och låter spelaren välja vilken kroppsdel den vill fokusera på.

I Fallout 4 kan man modifiera sitt vapen med modifikationer såsom olika pipor, kolvar och sikten. Vissa typer av rustning kan även modifieras. Ett nytt inslag i spelserien är möjligheten att konstruera och riva olika sorters bebyggelse. Byggnader kan förses med elektricitet via ett dynamiskt kraftledningssystem, som i sin tur kan kontrollera lysen, kanoner och fällor i och omkring bebyggelsen. Om förhållandena är goda nog kan icke spelbara figurer bosätta sig i spelarens byar.

## Handling
Fallout 4 tar plats i ett postapokalyptiskt och retrofuturistiskt Boston, Massachusetts och i andra delar av New England - numera känt som The Commonwealth - i efterdyningen av ett kärnvapenkrig. Till skillnad från tidigare titlar börjar berättelsen i Fallout 4 innan kärnvapenkriget brutit ut. Datumet är den 23 oktober 2077 och huvudpersonen tar skydd i ett skyddsvalv med sin familj, då de får veta att kärnvapenkriget är på väg. 200 år senare vaknar huvudpersonen och visar sig vara den enda överlevande personen i skyddsvalvet.

## Lansering och mottagande
| Mottagande                | Mottagande                                                                                |
| Samlingsbetyg             | Samlingsbetyg                                                                             |
| Tjänst                    | Betyg                                                                                     |
| ------------------------- | ----------------------------------------------------------------------------------------- |
| Gamerankings              | 89.07% (29 recensioner) (XONE) 88.49% (39 recensioner) (PS4) 85.67% (18 recensioner) (PC) |
| Metacritic                | 88/100 (34 recensioner) (XONE) 87/100 (55 recensioner) (PS4) 84/100 (33 recensioner) (PC) |
| Recensionsbetyg           |                                                                                           |
| Publikation               | Betyg                                                                                     |
| Destructoid               | [ 13 ]                                                                                    |
| Electronic Gaming Monthly | [ 14 ]                                                                                    |
| Game Informer             | [ 15 ]                                                                                    |
| Game Revolution           | [ 16 ]                                                                                    |
| Gamespot                  | [ 17 ]                                                                                    |
| Gamesradar                | [ 18 ]                                                                                    |
| Gametrailers              | [ 19 ]                                                                                    |
| IGN                       | [ 20 ]                                                                                    |
| PC Gamer US               | 88/100                                                                                    |
| Polygon                   | [ 22 ]                                                                                    |
| Videogamer.com            | [ 23 ]                                                                                    |

Fallout 4 fick mestadels positiva recensioner. Recensions-sammanställningssidorna Gamerankings och Metacritic gav genomsnittsbetyget 89,07% baserat på 29 recensioner och 88/100 baserat på 34 recensioner till Xbox One-versionen, betyget 88,49% baserat på 39 recensioner och 87/100 baserat på 55 recensioner till Playstation 4-versionen,  och betyget 85,67% baserat på 18 recensioner och 84/100 baserat på 32 recensioner till Microsoft Windows-versionen. Många recensenter berömde spelets djup, frihet, innehåll, berättelse, tillverkningssystem, karaktärer och musik. Spelet fick dock kritik för dess grafiska och tekniska problem.
Efter spelets framträdande på Tokyo Game Show 2015 tilldelades det priset Japan Game Awards i kategorin bästa kommande datorspel.

## Röstskådespelare
| - Brian T. Delaney - Manlig spelarröst / Nate - Courtenay Taylor - Kvinnlig spelarröst / Nora - Stephen Russell - Nick Valentine / Mr. Handy / Codsworth / Percy / Deezer / Professor Goodfeels / Old Rusty / Supervisor White / Tenpin / Wellingham / Whitechapel Charlie - Courtney Ford - Piper Wright - Peter Jessop - Paladin Danse - Jon Gentry - Preston Garvey - Claudia Christian - Desdemona / Mrs. Whitfield / Mistress Mysterious - Keythe Farley - Conrad Kellogg / Y9-15 / X9-27 - Ryan Alosio - Deacon / H2-22 - Danny Shorago - John Hancock - Katy Townsend - Cait - Matthew Mercer - Robert MacCready / Z1-14 - Sophie Cortina - Curie / Miss Edna - David Paluck - X6-88 - Sean Schemmel - Strong / Manlig Ghoul - Brendan Hunt - Travis Miles / Perry - Tony Amendola - Father / Colonel Smith / Josh - Derek Phillips - Arthur Maxson / Z2-47 - Ron Perlman - Newsreader - Lynda Carter - Magnolia | - Kari Wahlgren - Proctor Ingram - Tim Russ - Lancer Captain Kells - Jonathan Roumie - Jack Cabot / Doc Weathers / Honest Dan - Jan Johns - Scribe Haylen / Ellie Perkins / Colette - Jennifer Massey - Madison Li - Matthew Waterson - Brian Virgil - Byron Marc Newsome - Tinker Tom - Nicholas Guy Smith - Proctor Quinlan / Supervisor Brown - Philip Anthony-Rodriguez - Sturges / Scott Edwards - Jerry Whiddon - Henry Cooke / Bert Strickland - Ellen Dubin - Alana Secord / Allie Filmore - Matthew Yang King - Justin Ayo / Male Raiders - Chelsea Tavares - Glory - Colleen Delany - P.A.M. / Assaultron - Maya Massar - Mama Murphy - James Sie - Jun Long / Doctor Sun - Alejandra Gollas - Marcy Long / Myrna - Elisabeth Noone - Ronnie Shaw / Irma - Charlie Warren - Mayor McDonough - Cindy Robinson - Gwen McNamara / Becky Fallon - Meher Tatna - Doctor Amari |